# 1976 у літературі

## Нагороди
- Нобелівська премія з літератури: Сол Беллоу, «за людське розуміння і тонкий аналіз сучасної культури, які об'єднані у його роботах»
- Букерівська премія: Девід Сторі, «Севілл»
- Премія Неб'юла за найкращий роман: Пол Фредерик, «Людина плюс»
- Премія Неб'юла за найкращу повість: Джеймс Тіптрі-молодший, «Г'юстон, Г'юстон, як чуєте?»
- Премія Неб'юла за найкраще оповідання: Чарльз Ґрант, «Натовп тіней»
- Премія Г'юґо за найкращу повість: Роджер Желязни, «Повернення Ката»

## Померли
- 12 січня — Агата Кристі, англійська письменниця (народилася в 1890 році).
- 22 листопада — Севгі Сойсал, турецька письменниця.

## Нові книжки
- Мати чи бути? — робота психоаналітика та філософа-фрейдомарксиста Еріха Фромма.
- Егоїстичний ген — дискусійна книга про еволюції Річарда Докінза.